# The Homecoming
Pour plus de détails, voir Fiche technique et Distribution.
The Homecoming est un film britannique réalisé par Peter Hall, sorti en 1973.

## Fiche technique
- Titre : The Homecoming
- Réalisation : Peter Hall
- Scénario : Harold Pinter d'après sa pièce
- Photographie : David Watkin
- Pays d'origine : Royaume-Uni
- Genre : drame
- Date de sortie : 1973

## Distribution
- Paul Rogers : Max
- Ian Holm : Lenny
- Cyril Cusack : Sam
- Terence Rigby : Joey
- Michael Jayston : Teddy
- Vivien Merchant : Ruth